# Мінні загороджувачі типу «Абдель»
Мінні загороджувачі типу «Абдель» (англ. Abdiel-class minelayer) — клас військових кораблів з 6 швидкохідних мінних загороджувачів часів Другої світової війни, що перебували на озброєнні Королівського військово-морського флоту Великої Британії. Також відомі під назвою "мінні загороджувачі типу «Менксмен» та «мінні загороджувачі-крейсери».
Кораблі цього типу оснащувалися широким спектром озброєння з 12,7-мм кулеметів до 102-мм гарматних систем. Опріч потужного мінно-торпедного озброєння, мінні загороджувачі також мали найсучасніше радарне обладнання для протидії підводним човнам супротивника. Через свою міць ці загороджувачі часто сприймалися як посилені ескадрені міноносці.
Загалом британські суднобудівники спустили на воду 6 кораблів такого типу, 3 з яких були втрачені в боях з ворогом. Решта перебувала на службі британського флоту багато років, доки у 1972 році останній не був відправлений на металобрухт.

## Історія
Королівський військово-морський флот замовив спочатку тільки 4 мінних загороджувачі такого типу, ще 2 надійшли на озброєння флоту за «Надзвичайною воєнною програмою» (англ. War Emergency Programme) у середині війни.
Корабель розроблявся на замовлення британського флотського керівництва спеціально, як швидкохідний загороджувач, що здатній у прискореному темпі просочитися у ворожі води, поблизу його морських пунктів базування та морських комунікаціях. При розробці до них ставилися вимоги, що вони мають, крім швидкохідності та великого обсягу мінного озброєння, володіти високим протиповітряним потенціалом для попередження та протидії повітряному нападу авіації противника.
Вимога тримати на борту щонайменше 150 морських мін призвела до специфічної форми кораблів цього типу, які отримали витягнуту форму корпусу з високими бортами. Міні встановлювалися на воду крізь мінні двері у кормі загороджувачів; на борт їх завантажували власним краном корабля.
За такими розмірами мінні загороджувачі дорівнювали легкому крейсерові, однак за формою більш походили на великий ескадрений міноносець. Кораблі могли сягати максимальної швидкості до 40 вузлів (74 км/год), що досягалося за рахунок потужної силової установки міццю 72 000 к.с.
Артилерійсько-кулеметне озброєння мінзагороджувачів було доволі потужним. Спочатку на етапі проектування їх пропонувалося оснастити 120-мм універсальним гарматами QF 4.7-inch Mark XII, але згодом зупинилися на 102-мм гарматах QF Mk XVI. Зенітна зброя представлялася 40-мм автоматичними зенітними гарматами QF 2 pounder Mark II та 12,7-мм зенітними кулеметами Vickers .50. Згодом кулемети змінили на 20-мм автоматичні зенітні гармати «Ерлікон», які встановлювали в чисельності від 8 до 12 одиниць.
Мінні загороджувачі типу «Абдель» мали на озброєнні найсучасніше на той час різнорідне радіоелектронне обладнання, серед них і потужний радарний комплекс раннього попередження радар типу 279, які згодом замінялися на радари типу 286 та типу 291.
Після втрати мінного загороджувача «Латона» у наслідок повітряної атаки німецьких бомбардувальників Ju 87, решта кораблів цього типу була переоснащена новітніми трьома подвійними зенітними установками, що дозволяли піднімати зенітне озброєння на кут до 70°, чим значно збільшувалися протиповітряні спроможності кораблів.
Через свої надзвичайно високі морехідні якості, високі швидкість та місткість, мінні загороджувачі типу «Абдель» за часів збройного конфлікту часто виконували непритаманні ним завдання, у першу чергу їх використовували, як швидкісні військові транспорти для доставлення важливих вантажів, військ та озброєння у загрозливі зони військових дій, а також до обложених гарнізонів тощо. Так, кораблі типу «Абдель» застосовувалися при доставленні вантажів та особового складу до обложених Тобруку та Мальти в операції «Гарпун». Мінний загороджувач «Велшмен» був замаскований під великий ескадрений міноносець вішістської Франції «Ле Тигре», для чого в конструкцію корабля внесли деякі косметичні зміни, подовжили ніс й закамуфлювали під французькі кольори. «Велшмен» подолав усі французькі кораблі, зокрема есмінець «Леопард», й прибув до обложеного острову.
25 жовтня 1941 року мінний загороджувач «Латона» був уражений з повітря німецькими бомбардувальниками Ju 87. 250-фунтова авіаційна бомба влучила в силовий відсік кораблі, спричинивши значну шкоду й пожежу. Поступово пожежа перекинулася на інші приміщення корабля, й згодом він затонув від отриманих пошкоджень.
1 грудня 1942 року «Менксмен» під час переходу з Алжиру на Гібралтар піддався торпедній атаці німецького підводного човна U-375, отримав серйозні пошкодження, але залишився на плаву і повернувся до Орану. В цілому ремонт та відновлення корабля зайняло практично два роки.
1 лютого 1943 року мінний загороджувач «Велшмен» був потоплений торпедною атакою німецького підводного човна U-617 поблизу Тобрука.
10 вересня 1943 року мінний загороджувач «Абдель» підірвався на морській міні в бухті Таранто і затонув.
«Еріадна», «Аполло» і «Менксмен» пройшли крізь усю війну і залишилися на службі у військово-морському флоті у повоєнний час.

## Мінні загороджувачі типу «Абдель»

### Група 1938
| Корабель   | Номер вимпелу | Виготовлювач                           | Закладено       | Спущено        | У строю        | Статус |
| ---------- | ------------- | -------------------------------------- | --------------- | -------------- | -------------- | --- |
| «Абдель»   | M39           | J. Samuel White, Коуз                  | 29 березня 1939 | 23 квітня 1940 | 15 квітня 1941 | 10 вересня 1943 року підірвався на морській міні в бухті Таранто                                                                |
| «Латона»   | M76           | John I. Thornycroft & Company, Вулстон | 4 березня 1939  | 20 серпня 1940 | 4 травня 1941  | 25 жовтня 1941 року отримав серйозні пошкодження під час бомбардування Ju 87 I./StG1 авіацією північніше Бардії; згодом затонув |
| «Менксмен» | M70           | Alexander Stephen and Sons, Глазго     | 24 березня 1939 | 5 вересня 1940 | 20 червня 1941 | у 1972 році розібраний на металобрухт                                                                                           |
| «Велшмен»  | M84           | Hawthorn Leslie and Company, Геббурн   | 8 червня 1939   | 4 вересня 1940 | 25 серпня 1941 | 1 лютого 1943 року потоплений німецьким підводним човном U-617 поблизу Тобрука                                                  |

### Група WEP[3]
| Корабель  | Номер вимпелу | Виготовлювач                         | Закладено         | Спущено        | У строю        | Статус                                |
| --------- | ------------- | ------------------------------------ | ----------------- | -------------- | -------------- | ------------------------------------- |
| «Еріадна» | M65           | Alexander Stephen and Sons, Глазго   | 10 жовтня 1941    | 5 квітня 1943  | 12 лютого 1944 | проданий на металобрухт у червні 1965 |
| «Аполло»  | M01           | Hawthorn Leslie and Company, Геббурн | 15 листопада 1941 | 16 лютого 1943 | 9 жовтня 1943  | проданий на металобрухт у 1962        |